# Westliche Höhe
Die Westliche Höhe (dänisch Vestlige Højde) ist ein Stadtteil von Flensburg. Der Stadtteil liegt auf der Anhöhe westlich der Hafenspitze an der Flensburger Förde.
Der seltene Gegenbegriff „Östliche Höhe“ bezeichnet den Stadtteil Jürgensby oder den Stadtteil Fruerlund.

## Geographie
Die Westliche Höhe liegt auf der Westseite der Förde, oberhalb der Flensburger Innenstadt. Der Stadtteil besitzt drei Stadtbezirke, benannt nach der Marienhölzung, dem Mühlenfriedhof sowie der Kirche St. Gertrud. Weitere Gebiete des Stadtteils tragen die Namen Falkenberg, Marienhof und Magdalenenhof.

## Geschichte

### Die Westliche Höhe in der Vergangenheit
Die Westliche Höhe gehörte im Mittelalter zum unbebauten Stadtfeld von Flensburg. Wie die Stadt zu ihrem großen unbebauten Stadtfeld und der Westlichen Höhe kam, wird im Sagenstoff um die fünf bösen Burgherren berichtet. Nach dem Bau der Stadtmauer lag die Westliche Höhe sowie der angrenzende Friesische Berg unbefestigt oberhalb der Stadt. Zum Schutz der Stadt wurden dort etwas später, oberhalb des Stadtgrabens, zum Teil Wallanlagen errichtet. Das Gebiet der Westlichen Höhe, zu dem auch die Marienhölzung gehört, wurde zunächst landwirtschaftlich und forstwirtschaftlich genutzt. Ebenfalls noch recht Naturbelassen sind Teile des Schwarzenbachtales das am nördlichen Rand der Westlichen Höhe liegt.
Anfang des 19. Jahrhunderts wurde auf der Westlichen Höhe von einem Flensburger Kaufmann der Christiansenpark angelegt. Mit dem 1813 eingeweihten Alten Friedhof bildete der Park, einige Jahre später, eine Einheit. Nach dem Deutsch-Dänischen Krieg (1864) wurde Flensburg 1867 Teil der neuen preußischen Provinz Schleswig-Holstein. Die Stadt begann erheblich zu wachsen. Die Bautätigkeit nahm auch im Stadtteil Westliche Höhe immer mehr zu. Auf der Westlichen Höhe entstanden in der preußischen Zeit Villenbauten im Stil des Historismus. Auch die Infrastruktur wuchs. Ab der zweiten Hälfte des 19. Jahrhunderts wurde beispielsweise am Rande der Westlichen Höhe zum Stadtbezirk Duburg der Burgplatz errichtet. Im Jahr 1872 wurde am südlichen Rand des Stadtteils zudem ein neuer Friedhof, der Mühlenfriedhof, angelegt. 1880 wurde des Weiteren an der Mühlenstraße das Plaetner-Stift errichtet. 1881–1883 fand das Diakonissenkrankenhaus auf der Westlichen Höhe seinen Standort. Als letzte Parkanlage entstand unweit des Alten Friedhofs in den Jahren 1900 bis 1903 der Stadtpark.
Seit Anfang des 20. Jahrhunderts entwickelte sich die Fördestadt immer mehr zu einer Militärstadt. In Mürwik wurde die Torpedostation, die Keimzelle des Stützpunktes Flensburg-Mürwik, eingerichtet. Auf der Westlichen Höhe wurde im Jahr 1900 zudem ein Militärgerichtsgebäude errichtet, das im Zusammenhang mit den Preußischen Einheiten stand, die zu einem großen Teil in der Duburg-Kaserne (im Stadtbezirk Duburg) stationiert waren. Die Stadt wuchs immer weiter. Die neuen Villenbau auf der Westlichen Höhe wurden nach 1900 im Jugendstil realisiert, beispielsweise das Jens-Jessen-Haus in der Selkstraße. 1900–1903 wurde im angrenzenden Stadtteil Friesischer Berg, unweit des Alten Friedhofes das Heinrich-Sauermann-Haus (heute noch das wichtigste Museum der Stadt) errichtet. 1902 wurde ein weiteres wichtiges Bauwerk errichtet: Der Alte Wasserturm fand im Höhenbereich zwischen dem Christiansenpark und dem Mühlenfriedhof seinen Platz. 1912–1914 wurde nahe dem Stadtpark das Alte Gymnasium errichtet, welches seitdem den westlichen Fördehang optisch deutlich überragt.
In der Zeit nach dem Ersten Weltkrieg wurden weiterhin neue Villen auf der Westlichen Höhe errichtet, seit 1918 aber vermehrt im expressionistischen Stil. Auch weitere Stiftsgebäude wurden im Bereich der Westlichen Höhe errichtet. 1921/22 wurden Nerongsallee drei Stiftsgebäude für alte Menschen errichtet, das Heinrich- und Minna-Schuldt-Stift (Nerongsallee 46–46a), das Anthon-Stift (Nerongsallee 44) und das Altersheim der Flensburger Kaufmannschaft (Nerongsallee 42). Beim Burgplatz wurde schließlich 1923/24 Flensburger Finanzamt errichtet. — Die erwähnten Bauwerke und weitere stehen noch heute dort. Viele von ihnen wurden mittlerweile als Kulturdenkmale des Stadtteils eingetragen.

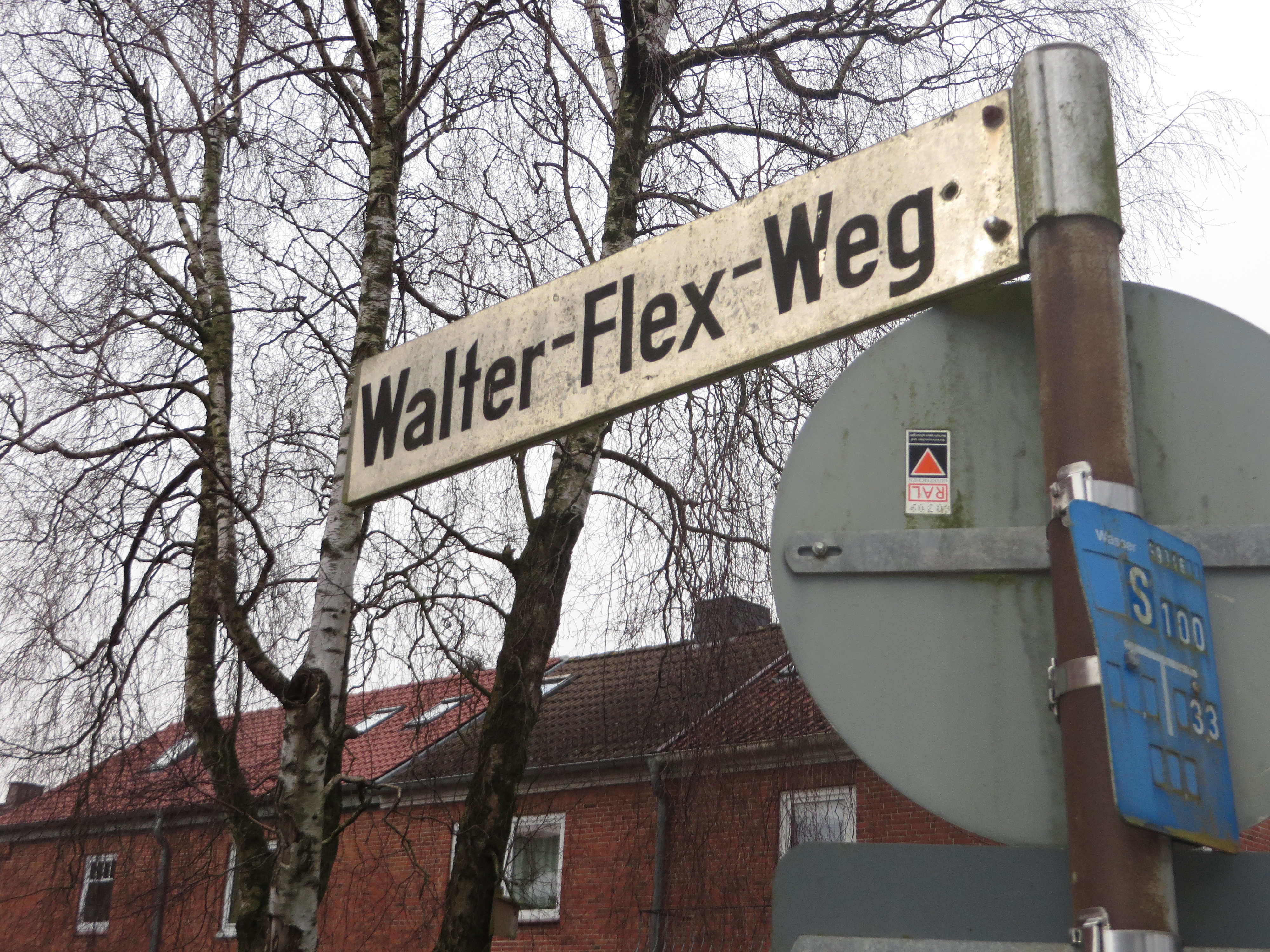
Im Walter-Flex-Weg besaß, kurz nach dem Zweiten Weltkrieg, der flüchtige Nazi Werner Heyde ein Reihenhaus.

In den letzten Kriegstagen des Zweiten Weltkrieges flüchtete ein großer Teil der verbliebenen Nazi-Größen über die sogenannte Rattenlinie Nord in Richtung Flensburg; denn dort im Ortsteil Mürwik entstand der Sonderbereich Mürwik mit der letzten Reichsregierung unter Karl Dönitz. Unter anderem war es den geflüchteten Nazi-Größen in Flensburg möglich falsche Papiere zu erhalten. Etliche der Nazi-Größen tauchten letztlich auf der Westlichen Höhe unter, darunter der Euthanasie-Arzt Werner Heyde, der im Walter-Flex-Weg 16 ein Reihenhaus sein Eigen nannte und unter falschen Namen als Dr. Fritz Sawade „bis zu seiner Enttarnung 1959 erneut psychiatrische Gutachten für Ämter und Gerichte“ erstellte. — Die Theaterwerkstatt Pilkentafel inszenierte 2008 das Stück „Westliche Höhe“, das sich mit dem Untertauchen der NS-Größen im Stadtteil auseinandersetzte.
In den Jahren 1951–1954 Jahren wurde die St. Gertrud-Kirche errichtet.

### Die Westliche Höhe heutzutage
Der Stadtteil direkt westlich der Flensburger Innenstadt ist eine beliebte Wohngegend und durch die Westtangente gut ans Verkehrsnetz angeschlossen. Ungefähr 50 % der Stadtteilfläche nimmt die Marienhölzung, wo die sagenumwobene Eddeboe liegt, ein. Die Westliche Höhe besitzt kein Neubaugebiet mehr. Direkt neben der Westlichen Höhe liegt der Vorort Harrislee, wo sich die Bebauung fortsetzt. Es gibt aber den Trend, dass Alt-Villen zugunsten neuer größerer Wohnanlagen abgerissen werden. Außerdem war offenbar auch schon der äußerst große Sportplatzbereich des Polizeisportvereins an der Westerallee als Bauplatz im Gespräch, der zwar auch von der Falkenbergschule mitgenutzt wird, die aber eigentlich auch ihren eigenen Sportplatz hat, der im Vergleich zu anderen Grundschulsportplätzen der Stadt schon sehr groß ist. Die Bautätigkeit in der Westlichen Höhe wird daher auf Grund von Nachverdichtung in den nächsten Jahren vermutlich zunehmen.